# Oregon Route 501
Az Oregon Route 501 (OR-501) egy oregoni állami országút, amely észak–déli irányban a 34-es út alseai elágazásától a szintén a településen található Lobster Valley Roadig halad.
A szakasz Alsea–Deadwood Highway No. 201 néven is ismert.

## Leírás
A szakasz a Lobster Valley Roadnál kezdődik, majd északkelet felé kanyarog. Miután keresztezte az Alsea-folyó déli, majd északi ágát, megérkezik Alseába, ahol a 34-es út kereszteződésében ér véget.